# 板桥镇 (宜城市)
板桥镇，是中华人民共和国湖北省襄阳市宜城市下辖的一个乡镇级行政单位。

## 行政区划
板桥镇下辖以下地区：
曾桥村、新街社区、板桥社区、板桥村、上湾村、牌坊村、东湾村、田集村、肖云村、沙河村、蛮力海村、李湾村、新街村、王台村、罗屋村、胡咀村、白合村、范湾村、珍珠村和两河口村。